# Мензура Зоили
«Мензура Зоили» (Mensura Zoili) — фантастическое произведение Рюноскэ Акутагавы, написанное им в 1916 году, а также описанный в нём прибор — «мензура Зоили» (дословно «мера Зоила») для измерения художественной ценности произведений.

## Сюжет
Рассказ представляет собой диалог автора со случайным попутчиком на корабле. Тот рассказывает автору, что они плывут в Зоилию, и, удивлённый отсутствием у собеседника знаний об этой стране, рассказывает её историю. В частности, он упоминает, что Зоилия — очень древняя страна, один из её жителей в своё время обругал Гомера.
Но более всего страна известна прибором, измеряющим ценность всех произведений искусства, Mensura Zoili. Такие приборы установили на всех таможнях и запретили к ввозу некачественные произведения. По виду он напоминает простые медицинские весы, а книги или картины кладутся туда, где обычно стоит человек.
В газетах Зоилии печатаются результаты взвешивания всех недавно вышедших произведений, и когда автор интересуется некоторыми своими творениями, он обнаруживает, что им дали низкую оценку.
Тогда автор интересуется результатами художественного творчества самих жителей Зоилии, но узнаёт, что законом запрещено измерять ценность произведений зоилянцев. По слухам, это как раз из-за низкой оценки, которую Мензура даёт им. В конце выясняется, что всё это было лишь сном.

## Упоминания
В повести братьев Стругацких «Хромая судьба» описывается прибор «Изпитал», сходный по действию, и он сравнивается с Мensura Zoili.